# Neurogeriatria
Neurogeriatria – interdyscyplinarna dziedzina wiedzy, czerpiąca z neurologii i geriatrii, zajmująca się zaburzeniami neurologicznymi wieku podeszłego. Starzenie się społeczeństw implikuje, analogicznie jak w przypadku pediatrii, powstawanie specjalizacji szczegółowych związanych z chorobami wieku podeszłego.